# Never Cry Werewolf
Never Cry Werewolf (Brasil: Acredite em Lobisomens ) um filme de 2008, estrelado por Kevin Sorbo e Nina Dobrev.

## Sinopse
Loren Hansett (Nina Dobrev) conhece um homem que acaba de se mudar para uma casa ao lado da sua. Pouco tempo depois ela desconfia que ele é um lobisomem, e na verdade ela está certa.
Seu irmão caçula, Kyle, se torna amigo do homem e depois é capturado, e sua irmã tenta o salvar.

## Elenco
- Nina Dobrev como Loren Hansett/Melissa
- Kevin Sorbo como Redd Tucker
- Peter Stebbings como Jared Martin
- Spencer Van Wyck como Kyle Hansett
- Melanie Leishman como Angie Bremlock
- Kim Bourne como Margo
- Sean O'Neill como Steven Kepkie
- Nahanni Johnstone como Christie
- Von Flores como Detective Stalling
- Rothaford Gray como Sergant Hillam
- Billy Otis como Charles Ray Pope
- Greg Calderone como Guy Taylor
- Kelly Fiddick como Clerk
- Anwar Knight como Talk Show Host